# Bulyea
Bulyea is een plaats (village) in de Canadese provincie Saskatchewan en telt 104 inwoners (2006).